# В это же время, в следующем году
«В это же время, в следующем году» (англ. Same Time Next Year) — кинофильм 1978 года, экранизация пьесы Бернарда Слэйда, который сам и адаптировал её для большого экрана.
Эллен Бёрстин, исполнившая в фильме главную роль, была номинирована на получение кинопремии «Оскар», лауреатом которой на тот момент уже являлась (1975 год, за роль в фильме «Алиса здесь больше не живет»), и получила «Золотой глобус», на который за свои более ранние актёрские работы номинировалась три раза.

## Сюжет
В 1951 году на курорте знакомятся домохозяйка Дорис и бухгалтер Джордж. Между ними возникает романтическая связь. Однако они не хотят рушить свои семьи, поэтому договариваются встречаться раз в году на один уик-энд. Эти встречи продолжаются 26 лет.

## В ролях
| Актёр           | Роль            |
| --------------- | --------------- |
| Эллен Бёрстин   | Дорис           |
| Алан Алда       | Джордж Петерс   |
| Иван Бонар      | Чалмерс         |
| Берни Каби      | официант        |
| Космо Сардо     | второй официант |
| Дэвид Норткатт  | пилот           |
| Уильям Кантрелл | пилот           |

## Критика
В то время как известная постановка Бернарда Слейда заслужила бурю похвал, фильм получил неоднозначные отзывы. Джанет Маслин из The New York Times написала: «Сценарий мистера Слейда не всегда бывает смешным, и он полон важных событий, над которыми нельзя смеяться... Мистер Маллиган, кажется, был больше заинтересован в том, чтобы привести материал в порядок, чем в сохранении его абсолютной целостности, и в данных обстоятельствах его подход имеет смысл».